# Phantom Raiders
Phantom Raiders to amerykańsko-filipiński film akcji z 1988 roku, wyreżyserowany przez Sonny'ego Sandersa i Dana Harveya, z Milesem O’Keeffe obsadzonym w roli głównej. Film inspirowany był klasykiem z 1985, Rambo II.

## Obsada
- Miles O’Keeffe − Python Lang
- Mike Monty − pułkownik William Marshall

oraz Kenneth Peerless, Anthony East, Jim Moss, Dave Anderson, Karen Roberts, Don Holtz i James McKenzie